# Вісімдесятирічна війна (1568–1648)
Вісімдесятирічна війна (нід. Tachtigjarige Oorlog; ісп. Guerra de los Ochenta Años) або Нідерландська війна за незалежність (1568–1648)  — повстання сімнадцяти провінцій нинішніх Нідерландів, Бельгії та Люксембургу проти Філіпа II Іспанського, суверена Іспанських Нідерландів. Після початкових етапів Філіп II розгорнув свої армії та відновив контроль над більшістю повсталих провінцій. Під керівництвом вигнаного Вільгельма північні провінції продовжували свій опір. Зрештою їм вдалося витіснити армії Габсбургів і в 1581 році вони заснували Республіку семи об’єднаних Нідерландів. 

## Витоки
Витоки Вісімдесятирічної війни є складними й були джерелом суперечок серед істориків протягом століть. 
Габсбурзькі Нідерланди виникли внаслідок територіальної експансії Бургундської держави в XIV-XV століттях. Після вимирання правлячої династії в 1477/82 роках ці землі успадкував рід Габсбургів, чий представник Карл V став королем Іспанії та імператором Священної Римської імперії. Завойовуючи та включаючи до своїх володінь решту тих територій, що згодом стануть «Сімнадцятьма провінціями» під час Гульдерських війн (1502–1543), і намагаючись об’єднати та централізувати ці розрізнені регіони в одне політичне утворення, Карл прагнув протистояти протестантській Реформації та утримувати всіх свої підданих у послуху католицькій церкві.
Син Карла V, король Іспанії Філіп II, як суверен Габсбурзьких Нідерландів продовжував політику централізації та боротьби з єресями свого батька Карла V. Це викликало зростаючий опір серед поміркованої знаті та як протестантського, так і католицького населення Нідерландів. Цей настрій опору спершу призвів до мирних протестів (таких, як Дворянський компроміс), але влітку 1566 року вибухнув бурхливими протестами кальвіністів, відомими як іконоборча лють (Beeldenstorm) у Нідерландах. Губернаторка Габсбурзьких Нідерландів Маргарет Пармська, а також влада на нижчих рівнях побоювалися повстання і пішли на подальші поступки кальвіністам, наприклад, призначивши певні церкви для кальвіністського богослужіння, але в грудні 1566 і на початку 1567 року відбулися перші битви між повсталими кальвіністами та урядовими військами Габсбургів, розпочавши те, що згодом стане відомим як Вісімдесятилітня війна.

## Хронологія
- 16 червня / 6 жовтня 1606: битва біля мису святого Вікентія (Південна Португалія). Перемога португальсько-іспанських сил.